# Cocathédrale du Sacré-Cœur de Houston
La cocathédrale du Sacré-Cœur de Houston est une cathédrale catholique située aux États-Unis dans l'État du Texas, dans la ville de Houston. 
Elle est située dans le centre-ville (Downtown)

## Historique
Elle a été construite de 2005 à 2008.  
L'architecte est l'agence texane Ziegler Cooper Architects
Sa construction a coûté 40 millions de $.
Elle comprend un dôme central de 35,7 mètres de hauteur et d'un poids de 36 tonnes.

## Dimensions
Les dimensions de l'édifice sont les suivantes ;
- Hauteur intérieure de la nef ; 21,9 m
- Hauteur du dôme central ; 35,7 m
- Hauteur du campanile ; 42,7 m

Le bâtiment peut accueillir 1 820 personnes avec de l'espace supplémentaire pour 200 chaises temporaires.
La cathédrale a été construite avec 250 tonnes d'acier et près de 15 millions de tonnes de béton
Elle comprend deux refroidisseurs d'air de 160 tonnes pour la climatisation.
Il y a 78 km de câbles dans l'édifice.
L'extérieur est fait de 1,2 million de tonnes de calcaire d'Indiana.
L'intérieur comprend 13,6 tonnes de marbre.

## Galerie

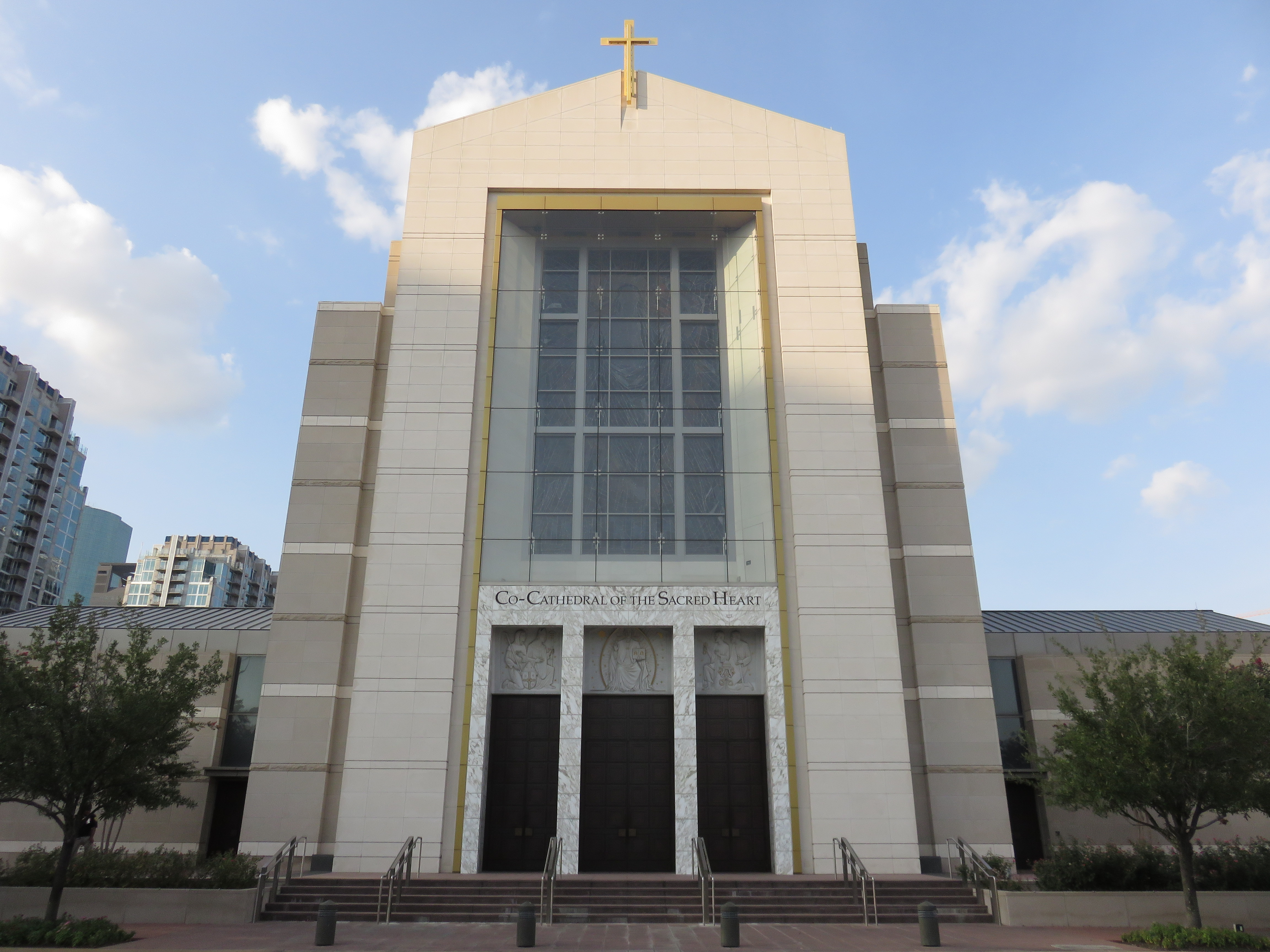
Façade.
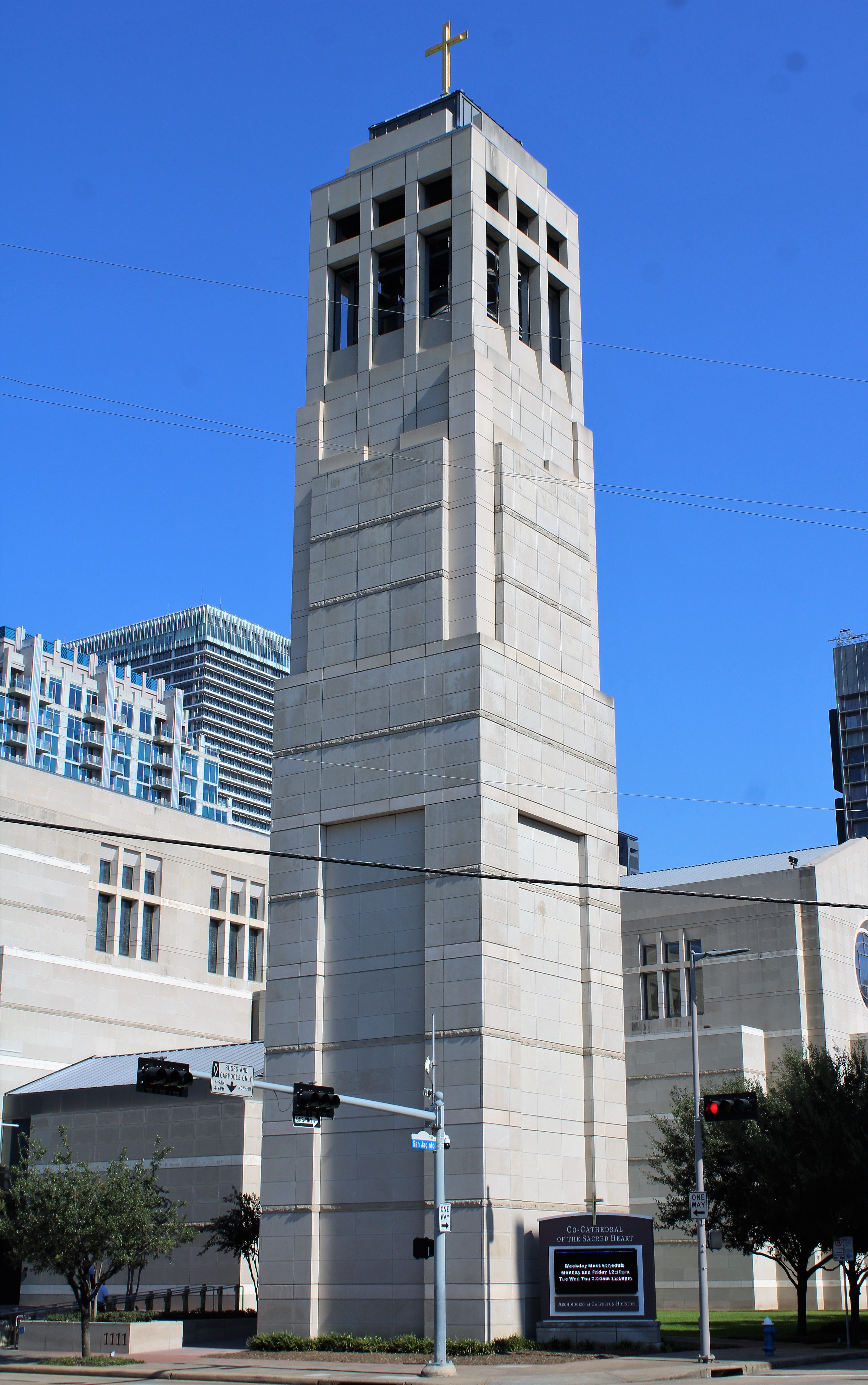
Clocher.
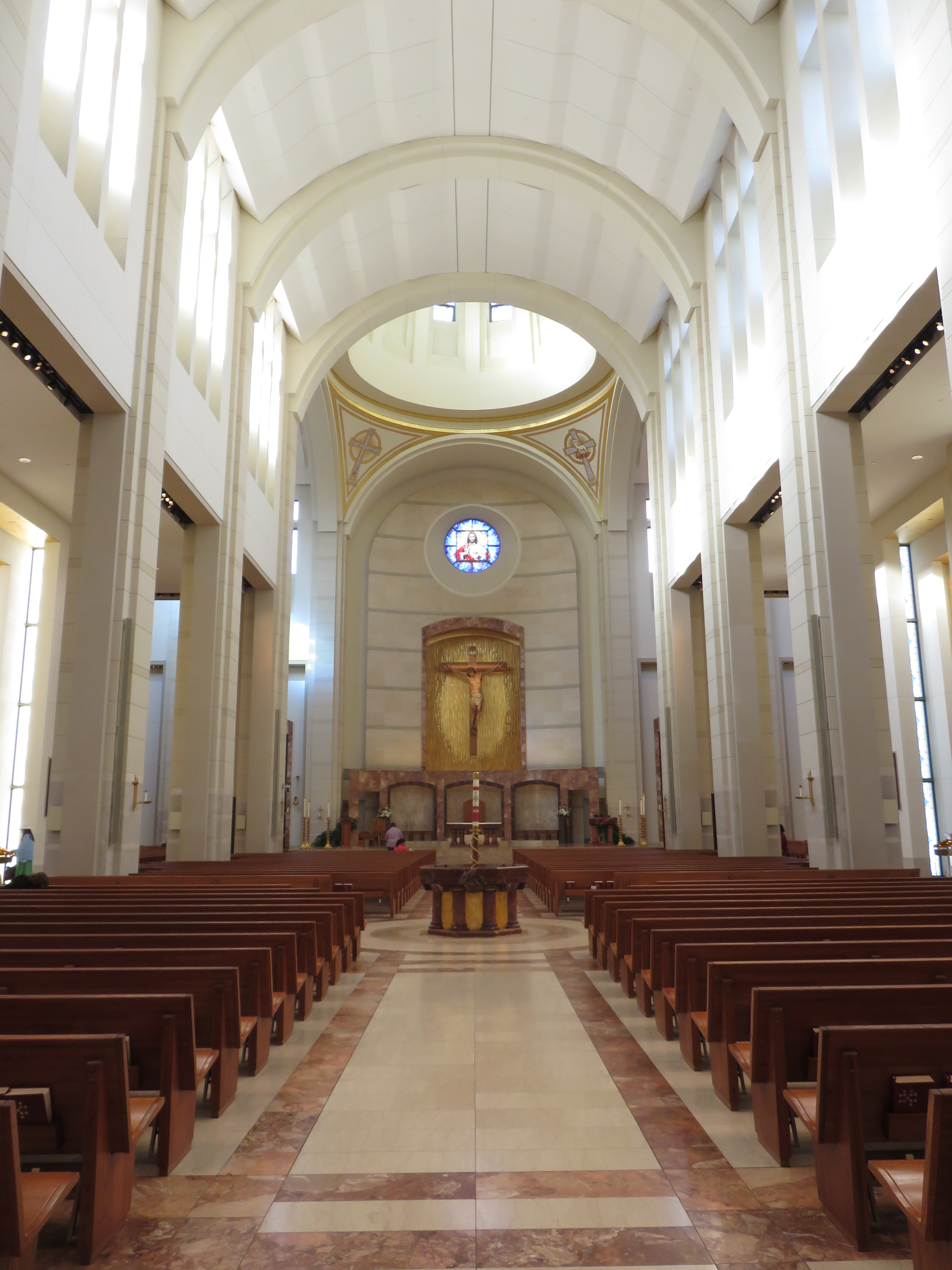
Nef.
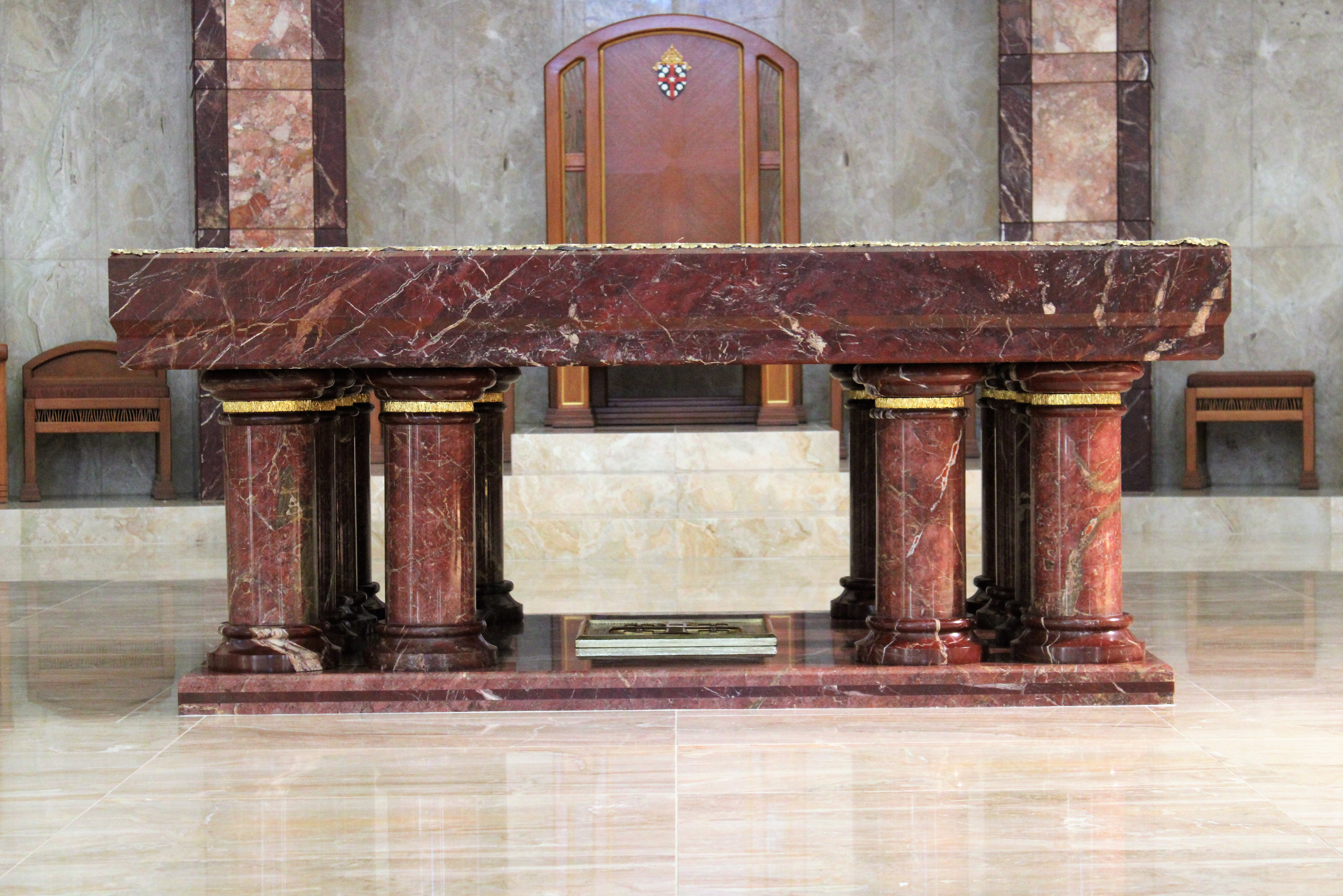
Autel.
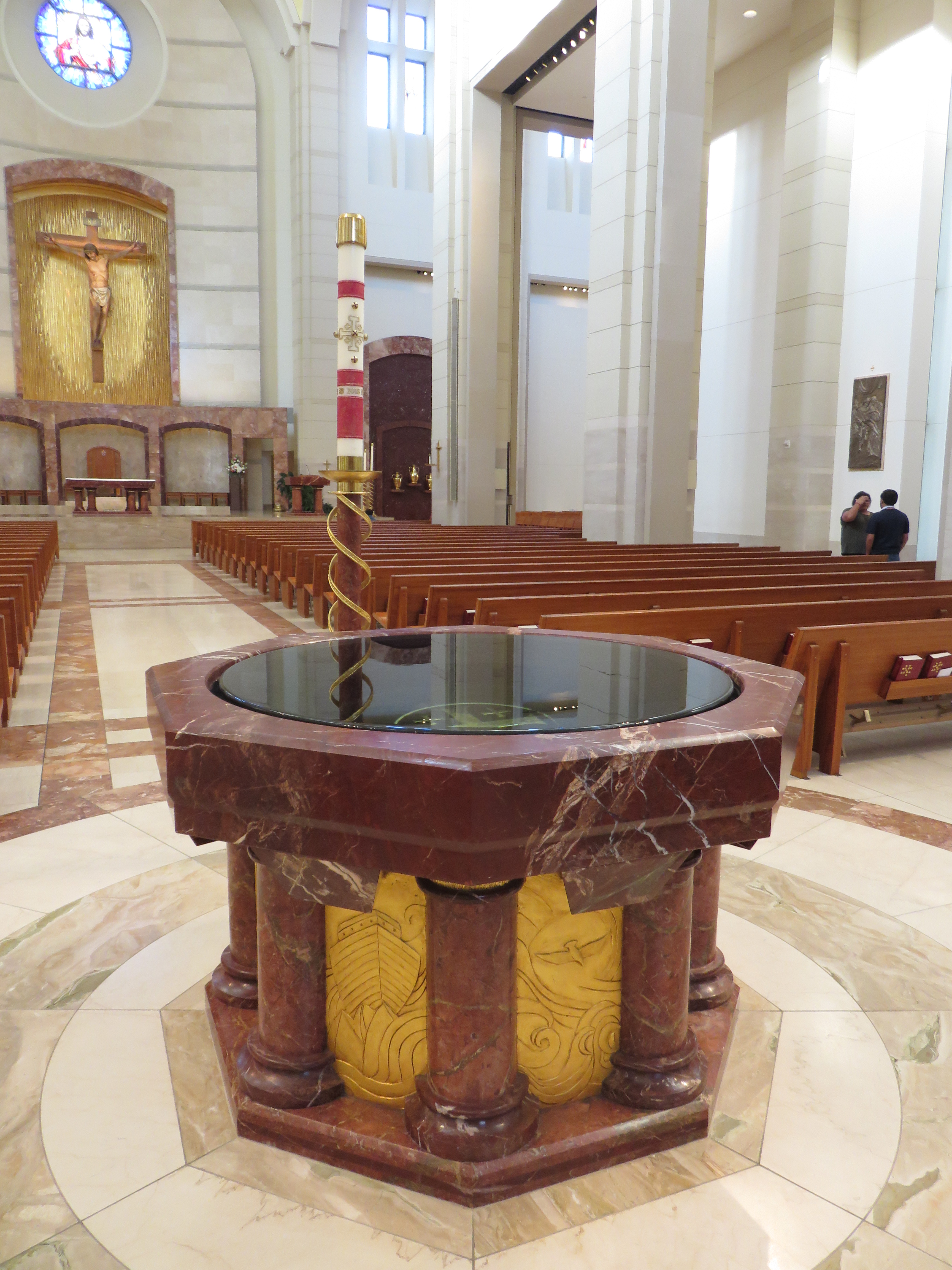
Fonts baptismaux.